# Kamerorkest van Lapland
Het Kamerorkest van Lapland (Fins: Lapin kameriorkesti) is een kamerorkest dat in 1972 is opgericht onder de naam Orkest van Rovaniemi. In 1982 wijzigde het orkest zijn naam in Stadsorkest van Rovaniemi. Later kreeg het zijn huidige naam. 
Het orkest bestaat uit circa 16 musici en staat sinds 1996 onder leiding van John Storgårds. Het verzorgt concerten binnen de Finse regio Lapland en elders in Finland, maar steekt ook wel de grens met Noorwegen en Zweden over. Thuisbasis is Korundi een concertzaal in de "hoofdstad" van Lapland, Rovaniemi.
Het Kamerorkest van Lapland heeft compact discs uitgegeven via het Finse platenlabel Alba en het Zweedse BIS Records. Het orkest was betrokken bij de uitvoeringen en opnamen van de 12e en 14e symfonie van Kalevi Aho. 